# Hyposidra grisea
Hyposidra grisea là một loài bướm đêm trong họ Geometridae.